# Baixa Grande
Baixa Grande is een gemeente in de Braziliaanse deelstaat Bahia. De gemeente telt 21.814 inwoners (schatting 2009).